# Cyornis lemprieri
Cyornis lemprieri là một loài chim trong họ Muscicapidae.